# 康盤石
康 盤石（こう・ばんせき、カン・パンソク、1892年4月21日 - 1932年7月31日）は、朝鮮民主主義人民共和国（以下北朝鮮）の国家主席であった金日成の生母である。金正日の祖母、金正恩の曾祖母にあたる。北朝鮮では「朝鮮の母」として神格化されている。

## 生涯
朝鮮平安南道大同郡でキリスト教長老派教会の牧師であった康敦煜の二女として誕生する。使徒「ペテロ（岩）」の名にちなみ、女性の名としては珍しい「盤石」という名がつけられた。本人もキリスト教徒であったという。1908年、17歳の時に金亨稷と結婚し、1912年に成柱（後の金日成）を生んだ。1919年に夫が祖国光復会事件に巻き込まれると、1920年に、金日成を連れて南満洲（現在の中国東北部）に移住した。金亨稷の死後は息子の金日成を女手一つで育てたが、1932年に40歳で死去した。

## 神格化
金日成が主体思想を唱え北朝鮮における絶対唯一の指導者として個人崇拝を強化するに従い、金日成の生母である康盤石も「革命家」とされるようになった。1967年から労働新聞に彼女の回想録が掲載された。それによると日本による植民地支配からの独立運動に抗日意識を貫いて、反日抵抗組織を組織するとともに、金日成の教育をしたとされている。また北朝鮮では金日成の生涯のなかで重要な影響を与えた「朝鮮の母」としており、その場面が切手の図案に登場している。

## 康盤石の名に因んだもの
- 康盤石革命学院や、康盤石政治大学は彼女の名にちなんだ命名である。

## 家族
- 父：康敦煜（カン・ドンウク、강돈욱）（1871年2月3日 - 1943年11月14日）プロテスタント長老派教会の牧師
- 母：魏敦信（ウィ・ドンシン、위돈신）
  - 兄：康晋錫（カン・ジンソク、강진석）（1890年1月19日 - 1942年11月12日）長老派の牧師、白山武士団を組織
  - 兄：康用錫（カン・ヨンソク、강용석）
  - 弟：（カン・リョンソク、강룡석）
- 再従叔：康良煜（カン・リャンウク、강량욱）（1904年12月7日 - 1983年1月9日）長老派の牧師、北朝鮮臨時人民委員会委員長、北朝鮮国家副主席を歴任（日本の中央大学を卒業）
- 良煜の妻：（ソン・ソクジョン、송석정）平安南道粛川郡の出身
  - 良煜の二男：康永燮（カン・ヨンソプ）朝鮮基督教連盟の中央委員長、最高人民会議の常任委員会委員を歴任

## 関連文献
- 『チョソンの母カン・バンソク女史』外国文出版社、1971年。NDLJP:12224043。
- 『チョソンの母 : 伝記小説』外国文出版社、1972年。NDLJP:12224044。